# سغين (غوغر)
سغین (بالفارسية: سغین) هي قرية تقع في إيران في قسم غوغر الريفي. يقدر عدد سكانها بـ 10 نسمة .